# Sowjetski-Sojus-Klasse
Die Sowjetski-Sojus-Klasse (russisch тип „Советский Союз“, auch Projekt 23, проект 23) war eine Schiffsklasse von Schlachtschiffen der sowjetischen Marine, die nicht fertiggestellt wurden.

## Vorgeschichte
Nach dem Russischen Bürgerkrieg bestand die neugebildete sowjetische Flotte aus drei verbliebenen Schlachtschiffen der Gangut-Klasse in der Ostsee. Zudem gab es noch die unfertigen Schlachtkreuzer der Borodino-Klasse auf den Ostseewerften und am Schwarzen Meer die unfertige Demokratija (ex-Imperator Nikolai I.), ein modifiziertes Schiff der Imperatriza-Marija-Klasse. Alle anderen noch vorhandenen großen Schiffe waren veraltete Einheitslinienschiffe aus der Vor-Dreadnought-Zeit. Die unfertigen Großkampfschiffe wurden bis 1931 aufgrund der ökonomischen Situation, fehlender Ressourcen, geänderter taktischer Konzepte und des allgemeinen technischen Fortschritts sukzessive abgewrackt.
Zudem kam es in der neuen Marine zu einem Richtungsstreit zwischen jüngeren, „progressiven“ Offizieren, die eine Flotte aus kleinen Einheiten, wie Schnellbooten, im Sinne der Jeune École favorisierten und Anhängern des Großkampfschiffbaus, zu denen meist ehemalige zaristische Offiziere gehörten. All diese Faktoren hemmten bis 1932 jegliche Initiative bezüglich schwerer Einheiten.

## Projektentwicklungen
Mit der ökonomischen Konsolidierung der Sowjetunion in den 1930er-Jahren sowie der Festigung des politischen Systems durch Stalin wurde diesem Richtungsstreit ein Ende gesetzt. Stalin sah es als notwendig an, entsprechend der Größe des Landes eine „angemessene Flotte zu schaffen“. Unterstützt und bestärkt wurde er darin vom Oberkommandierenden der Marine, Wladimir Orlow. Innerhalb der Marine und der zuständigen Schiffbau-Hauptverwaltung war man sich jedoch einig, dass man aufgrund der 15-jährigen Pause im Großkampfschiffbau den Anschluss an technische Entwicklungen nur mit Hilfe des Auslands überwinden könne. In erster Linie betraf dies die Beschaffung von Plankonstruktionen und Materialmustern.

### Unterstützung aus dem Ausland
Bereits 1932 waren diesbezüglich enge Kontakte zum faschistischen Italien geknüpft worden: Die UdSSR bestellte bei Ansaldo in Genua zwei Wachschiffe und 1935 bei Odero-Terni-Orlando in Livorno den Flottillenführer Taschkent. Zudem wurde auch technisches Know-how bezüglich moderner Turbinen- und Kesselanlagen erworben. Parallel bat man die Ansaldowerft um die Ausarbeitung eines sowjetischen Vorstellungen entsprechenden Schlachtschiffentwurfs. Das Projekt erhielt den Namen U.P. 41 (U.P. = Ufficio Progretto, d. h. Büroprojekt). Es besaß sowohl äußerlich wie in der inneren Aufteilung größere Ähnlichkeit mit dem zeitgleich bei Ansaldo für die Regia Marina in Bau befindlichen Schlachtschiff Littorio der Littorio-Klasse. Das U.P. 41 sollte bei 252 Metern Länge, 35,5 Meter Breite sowie 10 Meter Tiefgang maximal 50.000 ts Verdrängung besitzen. Es war für die hohe Geschwindigkeit von 32 kn bei 180.000 wPS ausgelegt und mit 9 × 406-mm-Geschützen in drei Drillingstürmen als Hauptartillerie, 12 × 180-mm-Geschützen in vier Drillingstürmen als Mittelartillerie und einer Flugabwehrkomponente von 24 × 100-mm-Flak sowie 48 × 45-mm-Flak bewaffnet. Die defensiven Schutzeinrichtungen orientierten sich an den italienischen Vorbildern. Das Projekt wurde bereits am 14. Juli 1936 zum Abschluss gebracht – zerschlug sich aber 1937 mit dem Beitritt Italiens zum Antikominternpakt.
In diesem Jahr wandte man sich mit Bitte um Unterstützung bei der Geschützentwicklung sowohl an Škoda in der ČSR, als auch an die USA sowie Schneider-Creusot in Frankreich. Die Verhandlungen mit den USA und Schneider-Creusot wurden nach kurzer Zeit abgebrochen, die Gründung eines gemeinsamen Konstruktionsbüros mit Škoda zerschlug sich Anfang 1939 mit der deutschen Besetzung der Resttschechei. Jedoch kam es Ende 1937 nochmals zu Verhandlungen mit dem renommierten amerikanischen Schiffbaubüro Gibbs & Cox bezüglich der Konstruktion von Schlachtschiffentwürfen. Gibbs & Cox präsentierte schließlich im März 1939 ein finales Design D, welches ähnliche Abmessungen wie U.P. 41 besaß. Die Panzerung war demgegenüber abgeschwächt und die Bewaffnung auf 10 × 406-mm-Geschütze (in zwei Drillingstürmen achtern und einem Vierlingsturm vorn) sowie 20 × 12,7-cm-Flak-Geschütze verstärkt worden. Jedoch scheute sich die US-Administration, definitive Entscheidungen zur Übergabe herbeizuführen, da das projektierte Schiff die Größenvorgaben für Schlachtschiffneubauten des Londoner Flottenabkommens von 1936 erheblich überschritten – an dieses waren die USA jedoch vertraglich gebunden und plante eigene Schiffe penibel auf die vertraglich fixierte Verdrängung von 45.000 ts hin.

### Eigene Entwürfe
Unabhängig von den Bemühungen, aus dem Ausland Schiffsentwürfe und Geschütze zu erhalten, arbeiteten mehrere sowjetische Konstruktionsbüros seit 1935 an eigenen Entwürfen.
Dies stellte sich für das avisierte 406-mm-Geschütz weniger problematisch dar, da man auf die Dokumentation des 406 mm L/45 1914, welches einer Kooperation der Obuchow-Werke und des britischen Vickers-Konzerns aus den Jahren 1914 bis 1917 entstammte, zurückgreifen konnte. Dieses Geschütz, von dem ein Musterexemplar vorhanden war, sollte ursprünglich auf den Nachfolgeschiffen der Borodino-Klasse eingerüstet werden – es kam jedoch nie zu einer Bestellung dieser Schiffe. Aufbauend auf den Erfahrungen damit, wurde dieses Geschütz mit italienischer Hilfe zum 406-mm-L/50-B-1937-Geschütz weiterentwickelt. Ebenso waren in den Leningrader Metallwerken aus der Zarenzeit Erfahrungen mit Drillingstürmen und deren komplexer Mechanik vorhanden.
Ursprünglich arbeiteten das Zentrale Konstruktionsbüro Nr. 1 und die Konstruktionsabteilung der Baltischen Werft (damals administrativ als Werk Nr. 189 und offiziell als Ordschonikidse-Werft bezeichnet) konkurrierende Entwürfe aus. Die ersten Projekte orientierten sich äußerlich an der britischen Nelson-Klasse, waren jedoch vor allem eine Entgegnung auf die neuesten Großschiffe im europäischen Bereich, wie die Deutschland-Klasse und die Dunkerque-Klasse. Über verschiedene Projektentwürfe kam man schließlich Ende 1936 zum Projekt 21, der unmittelbaren Vorstufe zum späteren Projekt 23. Zwei Gründe sollten sich jedoch stark hemmend auf den weiteren Gang der Dinge auswirken: Zum einen fielen nahezu alle mit der Auswahl der Typen und dem Entstehen der Schiffe beteiligten Führungskräfte der stalinistischen Tschistka zum Opfer, zum anderen befand sich weder der sowjetische Turbinenbau noch die Panzerplattenfertigung auf der Höhe der Zeit. Die Probleme mit den leistungsstarken Turbinen umging man durch Lieferung einer Musteranlage samt technischer Dokumentation durch den eidgenössischen Maschinenbaukonzern Brown, Boveri & Cie. Die Panzerplattenfertigung musste hingegen erheblich modernisiert werden, um die maximal 495 mm starken Platten überhaupt fertigen zu können.

## Auslegung
Die Ausgangskonfiguration, das Projekt 21, welches um Details des U.P.-41-Entwurfs ergänzt wurde, sah ursprünglich über 260 m lange und 38,9 m breite Schiffe mit einer Verdrängung von ca. 42.000 t vor, die nach ihrer Fertigstellung bis zu 60.000 t verdrängen sollten. Vorgesehen war ein turboelektrischer Antrieb auf vier Wellen, für die jedes Schiff acht Dampfkessel und entsprechende Turbinen erhalten sollte. Dieser Antrieb sollte 164.000 PS leisten und eine Höchstgeschwindigkeit von 30,0 kn ermöglichen. Während der Projektierung wurde dies jedoch auf eine Drei-Wellen-Anlage mit ausschließlichem Dampfturbinenantrieb mittels sechs Hochleistungs-Öl-Kesseln und drei Turbinen geändert. Als Hauptbewaffnung der Schiffe waren jeweils neun Schnellfeuergeschütze 406 mm L/50 in drei Drillingstürmen vorgesehen. Die Mittelartillerie bestand aus zwölf Geschützen des Kalibers 152 mm. Ergänzt wurden die Seezielgeschütze um eine Flugabwehrkomponente aus acht, später zwölf Fla-Geschützen von 100 mm und entsprechende leichte Kanonen von 37-mm-Geschützen.
Die Schiffe selbst waren als Backdecker mit einem leichten Deckssprung im Vorschiff konstruiert und sollten überwiegend genietet werden. Der Unterwasserschutz bestand aus dem italienischen Pugliese-System und sollte eine Schutzbreite von 8,15 m gewährleisten – damit hätte der Rumpf theoretisch Torpedos mit Sprengladungen von ca. 700 kg TNT widerstanden. Über die Immunitätszonen der Panzerung gegen Geschützfeuer und Fliegerbomben ist nichts bekannt. Auch lässt sich die Qualität des verwandten Panzermaterials aufgrund unbekannter Fertigungsverfahren wie der metallurgischen Zusammensetzung nicht beurteilen.
| Name                    | Kiellegung        | Bauwerft                 | Grad d. Fertigst. | Abbruch |
| ----------------------- | ----------------- | ------------------------ | ----------------- | ------- |
| Sowjetski Sojus         | 28. August 1938   | Werft No. 189, Leningrad | 21,2 %            | 1949    |
| Sowjetskaja Ukraina     | 17. Juli 1939     | Werft No. 198, Nikolajew | 18 %              | 1944    |
| Sowjetskaja Belorussija | 21. Dezember 1939 | Werft No. 402, Molotowsk | 2,57 %            | 1940    |
| Sowjetskaja Rossija     | 22. Juli 1940     | Werft No. 402, Molotowsk | 0,07 %            | 1947    |

## Schicksal
Der Bau von vier Schiffen wurde begonnen. Die Arbeiten an der in Leningrad auf Kiel gelegten Sowjetski Sojus wurden bereits im Herbst 1940 wieder eingestellt. Nach dem Ausbruch des Deutsch-Sowjetischen Krieges endete auch der Weiterbau der Sowjetskaja Ukraina. Die beiden unfertigen Schiffsrümpfe wurden nach dem Zweiten Weltkrieg in den Jahren 1948 bis 1951 abgewrackt. Die anderen beiden Schiffe befanden sich noch im Anfangsstadium und der Materialbereitstellung – so dass sie schon während des Krieges kannibalisiert worden sind. Für zwei weitere Schiffe, die Baunummern 5 und 6, waren weder Bauaufträge vergeben worden noch fand eine Bauvorbereitung statt.